# La città è salva
La città è salva (The Enforcer) è un film statunitense del 1951 diretto da Bretaigne Windust e, non accreditato, Raoul Walsh. Nei panni di un coraggioso procuratore distrettuale in lotta contro il crimine, Humphrey Bogart fece la sua ultima apparizione in un film della Warner Bros.

## Trama
Dopo la morte dell'unica persona che poteva testimoniare contro lo spietato criminale Mendoza, il procuratore distrettuale Ferguson ripercorre tutta l'intricata vicenda di una organizzazione segreta che compie omicidi e poi ricatta quelle persone (parenti e amici delle vittime) che avrebbero avuto un movente per commetterli loro stesse. Il procuratore sa che nella mole di deposizioni raccolte dalla polizia c'è un indizio, un piccolo particolare che può incastrare definitivamente Mendoza, ma non riesce a ricordare cosa sia esattamente. Quando quel particolare gli ritornerà in mente, Ferguson dovrà battere sul tempo Mendoza, che ne è venuto a conoscenza e intende farlo sparire per salvarsi così dalla condanna capitale.

## Produzione
La lavorazione del film, che fu prodotto dalla United States Picture, durò da fine luglio ai primi di settembre 1950.

## Distribuzione
Il copyright del film, richiesto dalla United States Pictures, Inc., fu registrato il 17 febbraio 1951 con il numero LP785.
Distribuito dalla Warner Bros., il film uscì nelle sale cinematografiche USA il 24 febbraio 1951 dopo essere stato presentato in prima a New York il 25 gennaio 1951. Nello stesso anno, fu distribuito anche in Francia (7 settembre), Norvegia (24 settembre), Germania Ovest (9 novembre), Italia (14 novembre). Nel 1952, uscì in Austria (in febbraio), Danimarca (14 aprile), Filippine (a Davao, 22 luglio), Australia (5 dicembre). Uscì poi anche in Portogallo (3 dicembre 1953), Giappone (9 agosto 1954) e Uruguay (16 agosto 1954), Spagna (17 maggio 1955), in Svezia (22 febbraio 1960). Il 25 giugno 1992, venne trasmesso in Finlandia per la prima volta in televisione.